# 園田佳巨
園田 佳巨（そのだ よしみ、1962年 - ）は、日本の工学者。九州大学理事・副学長・教授。専門分野は構造工学。
2012年時点で、九州大学工学部地球環境工学科建設都市工学コースのコース長を務めた。2023年現在は、九州大学工学研究院長・工学府長・工学部長を経て理事・副学長を務める。

## 来歴
宮崎県立小林高等学校を経て、1985年九州大学工学部土木工学科卒業。1987年九州大学大学院工学研究科土木工学専攻修了、戸田建設入社。1989年防衛大学校助手。1994年5月23日、「エネルギー基準による落石覆工の安全性照査に関する研究」により九州大学から博士（工学）を取得する。同年カリフォルニア大学サンディエゴ校留学。1996年防衛大学校講師。
1998年、九州大学工学部助教授に就任。2005年から九州大学大学院工学研究院建設デザイン部門教授、芦原空手部顧問、福岡県道路施設維持管理検討委員会副委員長を務める。2006年九州大学工学部建設都市工学科長。2008年西日本高速道路九州支社技術コンソーシアムアドバイザー委員。2012年九州大学大学院工学研究院社会基盤部門教授、防衛施設学会副会長。
2015年九州大学大学院工学研究院副研究院長。2018年九州大学総長補佐、国土交通省九州地方整備局事業評価監視委員会委員長。2020年九州大学大学院工学研究院長、九州大学大学院工学府長、九州大学工学部長。2023年九州大学理事・副学長（教育、学生支援、入試、高大連携、同窓会、九大基金、インクルージョン）。

## 受賞歴
- 2004年 - 第50回構造工学シンポジウム論文賞（「損傷力学による既設RC桁の耐荷性能評価法に関する研究」、結城洋一・杣辰雄・牧角龍憲との共同研究）[10]
- 2008年 - 第54回構造工学シンポジウム論文賞（「音響解析を用いた回転式打音検査法の診断メカニズムに関する基礎的研究」、中山歩・三好茜との共同研究）[11]
- 2011年 - 第57回構造工学シンポジウム論文賞（「SPH法を改良したワイヤリング防護柵の衝撃応答解析」、畑芳宏・福永一基との共同研究）[12]
- 2019年 - 第65回構造工学シンポジウム論文賞[9]

## 著書

### 共著
- 『工学基礎固体力学』（島田英樹と共著、共立出版、2005年1月発行、ISBN 4-32-008150-1）

## 社会的活動
- 日本学術振興会 科学研究費助成事業 第1段審査委員（2008年）[13]
- 九州地方整備局 総合評価技術委員会 委員[14]
- 九州地方整備局 入札監視委員会 委員[15]
- 産学官建設技術交流会 幹事[16]